# Едгарас Уткус
Едгарас Уткус (лит. Edgaras Utkus; нар. 22 червня 2000, Радвілішкіс, Литва) — литовський футболіст, півзахисник бельгійського клубу «Серкль Брюгге» та національної збірної Литви.

## Клубна кар'єра
Едгарас Уткус є вихованцем футбольної академії міста Каунас. Він грав за команди 1999 та 2000 років народження в юнацьких лігах чемпіонату Литви. У 2017 році Уткус відправивс на перегляд до французького клубу «Монако». У січні 2018 року футболіст підписав з клубом юнацький контракт і виступав за юнацькі команди «Монако». Влітку того року Уткус уклав з клубом професійну угоду і був заявлений за другу команду «Монако» у четвертому дивізіоні чемпіонату Франції.
Перед початком сезону 2021/22 Уткус проходив оглядини у бельгійському «Серкль Брюгге» і згодом підписав з клубом контракт на два роки. 24 липня Уткус дебютував за нову команду у чемпіонаті Бельгії.

## Збірна
Уткус виступав у складі юнацьких та молодіжної збірних литви. У листопаді 2020 року футболіст отримав виклик до національної збірної Литви, у складі якої дебютував у товариському матчі проти команди Фарерських островів.